# Hay que quemar a un hombre
Hay que quemar a un hombre (en italiano, Un uomo da bruciare) es una película dramática italiana de 1962 dirigida por los Hermanos Taviani y Valentino Orsini.

## Argumento
El activista político Salvatore regresa a su Sicilia natal y crea problemas entre los campesinos, instándolos a enfrentarse a la mafia y exigir el derecho a arar sus propios campos. Los campesinos se niegan a ayudarlo y la mafia marca a Salvatore como un alborotador.

## Reparto
- Gian Maria Volonté: Salvatore
- Didi Perego: Barbara
- Spiros Focás: Jachino
- Turi Ferro: Don Vincenzo
- Marina Malfatti: Wilma
- Marcella Rovena

## Premios y distinciones
Festival Internacional de Cine de Venecia
| Año  | Categoría                          | Resultado |
| ---- | ---------------------------------- | --------- |
| 1962 | Premio New Cinema - Mejor película | Ganador   |
| 1962 | Premio Cinema 60                   | Ganador   |
| 1962 | Premio Pasinetti                   | Ganador   |